# Descendants: Wicked World
Descendants: Wicked World (Brasil: Descendentes: Mundo de Vilões / Portugal: Os Descendentes: Wicked World) é uma série de desenho animado estadunidense de curtas em CGI, baseada na franquia do Filme original do Disney Channel, Descendants, estreado em agosto de 2015. A série animada estreou em 18 de setembro de 2015 no Disney Channel dos Estados Unidos. No Brasil, a estreia da série animada foi no dia 31 de outubro de 2015, no Disney Channel. E também no programa infantil Mundo Disney no SBT nos blocos comerciais.
A série foi renovada no dia 13 de julho para 2016 para uma segunda temporada, com novos personagens como, Bradley Steven Perry como Zevon, filho da Yzma, e também a Lauryn McClain (Irmã de China Anne McClain), assumiria a Freddie, devido a China Anne McClain estar ocupada com as gravações de Descendants 2, na qual fez Uma, filha da Úrsula.

## Enredo
Após a coroação do príncipe Ben (Mitchell Hope), Mal (Dove Cameron), Evie (Sofia Carson), Jay (Booboo Stewart) e Carlos (Cameron Boyce) usam sua única chance de serem bons, enquanto os terríveis pais ainda estão na Ilha dos Perdidos.
Na Primeira temporada da série foram introduzidos cinco novas personagens: Jordan (filha do Génio e Eden), Freddie (filha do Dr. Facilier), Ruby (filha da Rapunzel e Flynn Rider),  Ally Kingsleigh (filha de Alice Kingsleigh), CJ Gancho (Filha do Capitão Gancho).
Na segunda temporada foi introduzido so mente um personagens:  Zevon (Filho de Yzma).

### Observações
- Não aparecem adultos na série mas vivem sendo citados.
- Do elenco original do filme não tivemos o retorno de Doug (Filho de Dunga) e Chad Charming (Filho da Cinderela).
- A série não tem tempo especifico então fica com, depois do filme descendentes e antes do filme Descendentes 2.
- A série no contexto histórico se passa em um mês.
- Mal é mostrada para ser uma pintora especializada, como ela pintou Audrey com o vestido de Aurora.
- Jordan ao contrário de seu pais, ela não tem pele azul.
- Na meia-calça de Freddie pode ser vista imagens semelhantes aos Demônios das Sombras.
- Dá para ver que Ally mostra-se muito tímida e curiosa perante FVs (Filhos de Vilões)
- O laço no sapato de Ally pode ser uma referência ao Mestre Gato.
- Rapunzel tem outra filha chamada Princesa Anxelin na webserie câmera secreta.
- Cj e a filha mais nova do Capitão Gancho, ele possui mais dois.
  - com Harriet sendo a mais velha, então Harry é o filho do meio e CJ é a mais novo.
  - Não se sabe se ela e seus irmãos são trigêmeos que compartilham a mesma mãe ou são metade dos irmãos com o mesmo pai e vêm de mães diferentes.
- A meia-calça de CJ tem o mapa da Terra do Nunca estampado nela.
- CJ compartilha as mesmas iniciais que o nome completo de seu pai "Capitão James Hook".
  - Mais tarde, revelou que seu CJ realmente representa "Calista Jane"
- Zevon e o filho mais velho de Yzma, ela possui mais uma menina.

## Personagens
| Personagem               | Filho/Filha de         | quantas aparaçãos | Temporada  | Temporada  |
| Personagem               | Filho/Filha de         | quantas aparaçãos | 1          | 2          |
| ------------------------ | ---------------------- | ----------------- | ---------- | ---------- |
| Mal                      | Malevola               | 29 episódios      | Regular    | Regular    |
| Evie                     | Rainha Má              | 29 episódios      | Regular    | Regular    |
| Jayden "Jay"             | Jafar                  | 12 episódios      | Recorrente | Regular    |
| Carlos De Vil            | Cruella de Vil         | 11 episódios      | Recorrente | Regular    |
| Rei Benjamin "Ben"       | Bela e a Fera          | 14 episódios      | Regular    | Recorrente |
| Princesa Audrey          | Aurora e Phillip       | 29 episódios      | Regular    | Regular    |
| Lonnie                   | Mulan e Li Shang       | 16 episódios      | Regular    | Regular    |
| Jane                     | Fada Madrinha          | 19 episódios      | Regular    | Regular    |
| Jordan                   | Génio e Eden           | 17 episódios      | Regular    | Regular    |
| Freddie Facilier         | Dr. Facilier           | 18 episódios      | Regular    | Regular    |
| Ally Kingsleigh          | Alice kingsleigh       | 17 episódios      | Regular    | Regular    |
| Calista Jane "CJ" Gancho | Capitão Gancho         | 07 episódios      | Recorrente | Recorrente |
| Princesa Ruby            | Rapunzel e Flynn Rider | 02 episódios      | Recorrente | Ausente    |
| Zevon                    | Yzma                   | 09 episódios      | Ausente    | Recorrente |

## Elenco de vozes
| Personagem               | Voz original                | Dobrador               | Dublador           |
| ------------------------ | --------------------------- | ---------------------- | ------------------ |
| Mal                      | Dove Cameron                | Raquel Ferreira        | Michelle Giudice   |
| Evie                     | Sofia Carson                | Carla Mendes           | Flora Paulita      |
| Jayden "Jay"             | Booboo Stewart              | Salvador Nery          | Ítalo Luiz         |
| Carlos De Vil            | Cameron Boyce               | André Raimundo         | Vyni Takahashi     |
| Rei Benjamin "Ben"       | Mitchell Hope               | Luís Lobão             | Daniel Garcia      |
| Princesa Audrey          | Sarah Jeffery               | Catarina Mago          | Agatha Paulita     |
| Lonnie                   | Dianne Doan                 | Leonor Biscaia         | Andressa Andreatto |
| Jane                     | Brenna D'Amico              | Diana Nicolau          | Priscila Ferreira  |
| Jordan                   | Ursula Taherian             | Maria Camões           | Samira Fernandes   |
| Freddie Facilier         | China Anne McClain (1ª voz) | Mafalda Luís de Castro | Maíra Paris        |
| Freddie Facilier         | Lauryn McClain (2ª voz)     | Mafalda Luís de Castro | Maíra Paris        |
| Ally Kingsleigh          | Jennifer Veal               | Ana Vieira             | Flávia Narciso     |
| Calista Jane "CJ" Gancho | Myrna Velasco               | Sandra de Castro       | Priscila Franco    |
| Princesa Ruby            | Paris Berelc                | Sandra de Castro       | Bianca Alencar     |
| Zevon                    | Bradley Steven Perry        | Miguel Raposo          | Heitor Assali      |

| Créditos da dublagem | Brasil                                                                                            | Portugal                              |
| -------------------- | ------------------------------------------------------------------------------------------------- | ------------------------------------- |
| Tema de Abertura     | "Rotten to the Core" por Sofia Carson                                                             | "Rotten to the Core" por Sofia Carson |
| Tradução             | Marco Aurélio Nunes (1ª temporada) André Bighinzoli (2ª temporada)                                |                                       |
| Direção de Dublagem  | Rodrigo Andreatto (1ª temporada) Priscila Concepcion (1ª temporada) Tarsila Amorim (2ª temporada) |                                       |
| Diretor Criativo     | Raúl Aldana                                                                                       |                                       |
| Dublado nos Estúdios | TV Group Digital                                                                                  |                                       |

## Episódios
| Temporada | Temporada | Episódios | Exibição original      | Exibição original       | Exibição em Portugal  | Exibição em Portugal   | Exibição no Brasil    | Exibição no Brasil   |
| Temporada | Temporada | Episódios | Estreia                | Final                   | Estreia               | Final                  | Estreia               | Final                |
| --------- | --------- | --------- | ---------------------- | ----------------------- | --------------------- | ---------------------- | --------------------- | -------------------- |
|           | 1         | 18        | 18 de setembro de 2015 | 14 de julho de 2016     | 10 de outubro de 2015 | 19 de setembro de 2016 | 31 de outubro de 2015 | 14 de agosto de 2016 |
|           | 2         | 15        | 21 de outubro de 2016  | 24 de fevereiro de 2017 | 28 de janeiro de 2017 | 1 de abril de 2017     | 21 de maio de 2017    | 9 de junho de 2017   |
|           | Especiais | 3         | 13 de dezembro de 2015 | 7 de março de 2017      | 4 de junho de 2016    | 2 de abril de 2017     | 26 de março de 2016   | 9 de junho 2017      |

### Um Minuto no tapete vermelho da Jordan
nesse especial de um minuto Jordan (Charisma Star) ela é responsável por entrevistar todos os convidados da festa do baile das luzes de neon, e fazer anotações sobre suas roupas. Foi totalmente em live-action.
| Elenco           | Elenco             | Elenco            | Elenco           |
| Personagem       | atriz/ator         | Dublador          | filhos de        |
| ---------------- | ------------------ | ----------------- | ---------------- |
| Jordan           | Charisma Star      | Samira Fernandes  | Génio e Eden     |
| Mal              | Dove Cameron       | Michelle Giudice  | Malevola         |
| Evie             | Sofia Carson       | Flora Paulita     | Rainha Má        |
| Jane             | Brenna D'Amico     | Priscila Ferreira | Fada Madrinha    |
| Ally Kingsleigh  | Jennifer Veal      | Flávia Narciso    | Alice kingsleigh |
| Freddie Facilier | China Anne McClain | Maíra Paris       | Dr. Facilier     |
| Jay              | Booboo Stewart     | Ítalo Luiz        | Jafar            |
| Carlos De Vil    | Cameron Boyce      | Vyni Takahashi    | Cruella de Vil   |

## DVD (Lançamento)
O primeiro teason foi lançado no bônus do dvd descendentes, a primeira temporada do episódio 1 ate o 18 foi introduzido no bônus do dvd descendentes 2, as músicas cantadas na primeira temporada foi colocada no bônus de descendentes 2 também.

## Prêmios
| Ano  | Prêmio             | Categoria                        | Destinatários e nomeados | Resultado |
| ---- | ------------------ | -------------------------------- | ------------------------ | --------- |
| 2016 | Teen Choice Awards | Programa de tv Animado de Escola | Descendants Wicked World | Indicado  |

## Trilha Sonora
| N.º | Título                                               | Compositor(es)                                 | Artista(s)                                                       | Duração |  |
| 1.  | "Rotten to the Core (Versão Sofia Carson)"           | Joacim Persson, Shelly Peiken e Johann Alkenas | Sofia Carson                                                     | 2:54    |  |
| 2.  | "Good Is the New Bad"                                |                                                | Dove Cameron, Sofia Carson e China Anne McClain                  | 2:34    |  |
| 3.  | "I'm Your Girl"                                      | Dustin Burnett, Stephanie Lewis e Paula Winger | Felicia Barton                                                   | 2:38    |  |
| 4.  | "The Night is Young"                                 | Augie Ray, Jintae Ko e Lindy Robbins           | China Anne McClain                                               | 3:04    |  |
| 5.  | "Rather Be With You"                                 |                                                | Dove Cameron, Sofia Carson, Lauryn Anne McClain e Brenna D'Amico | 2:54    |  |
| 6.  | "Evil"                                               |                                                | Dove Cameron                                                     |         |  |
| 7.  | "Better Together"                                    |                                                | Dove Cameron, Sofia Carson, Lauryn Anne McClain e Brenna D'Amico | 2:44    |  |
| 8.  | "Genie in a Bottle (Versão Dove Cameron)"            | Steve Kipner e David Frank                     | Dove Cameron                                                     | 3:36    |  |
| 9.  | "I'm Your Girl (Versão Dove Cameron e Sofia Carson)" | Dustin Burnett, Stephanie Lewis e Paula Winger | Dove Cameron e Sofia Carson                                      | 2:10    |  |